# Союз русских социал-демократов за границей
«Союз русских социал-демократов за границей» — союз, основанный в 1894 году в Женеве по инициативе группы «Освобождение труда» на условиях признания всеми его членами программы группы. Союз издавал литературу, которая затем нелегальными способами доставлялась в Россию.

## История
В 1894 году на группу было возложено редактирование изданий «Союза», и в марте 1895 года она передала в пользование «Союза» свою типографию. Летом 1895 года, во время пребывания за границей В. И. Ленина, было принято решение об издании «Союзом» сборников «Работник», причём российские социал-демократы, по предложению которых предпринималось это издание, поставили условием редактирование сборников группой «Освобождение труда». «Союз» выпустил 6 номеров «Работника», 10 номеров «Листка Работника», издал работу В. И. Ленина «Объяснение закона о штрафах» (1897), работу Г. В. Плеханова «Новый поход против русской социал-демократии» (1897) и др.
I съезд РСДРП (март 1898 г.) признал «Союз» заграничным представителем партии. В дальнейшем в «Союзе» взяли перевес   «экономисты», или так называемые «молодые». Большинство I съезда «Союз русских социал-демократов за границей», состоявшегося в Цюрихе в ноябре 1898 года, отказалось выразить солидарность с «Манифестом» экономистов. Группа «Освобождение труда» заявила на первом съезде «Союза» о своём отказе редактировать издания «Союза», кроме № 5-6 «Работника» и брошюр В. И. Ленина «Задачи русских социал демократов» и «Новый фабричный закон», выпуск которых группа оставила за собой. В апреле 1899 года «Союз» приступил к изданию журнала «Рабочее Дело», в редакцию которого вошли «экономисты» Б. Н. Кричевский, В. П. Иваншин (участвовавший в редактировании «Рабочей Мысли») и П.Ф. Теплов. «Союз» выступал с сочувственными заявлениями по адресу видных западных марксистов-реформаторов, в том числе Э. Бернштейна.  Борьба внутри «Союза» продолжалась до его II съезда (апрель 1900 года, Женева) и на самом съезде.
На II съезде РСДРП представители «Союза» столкнулись с обструкцией «искровцев» и покинули его после признания   Заграничной лиги русской революционной социал-демократии единственной организацией партии за границей. Решением II съезда «Союз русских социал-демократов» был ликвидирован.